# وليم برايدون
وليم برايدون (بالإنجليزية: William Brydon)‏ (10 أكتوبر 1811 - 20 مارس 1873) وهو مساعد لجراح في جيش شركة الهند الشرقية البريطانية خلال الحرب الحرب الإنجليزية الأفغانية الأولى، واشتهر بكونه الناجي الوحيد في جيش قوامه 4500 رجل بالإضافة إلى 12000 من المدنيين المرافقين له، ووصول إلى بر الأمان إلى جلال آباد في نهاية الانسحاب الطويل من كابول.